# Municipio de Eel River (condado de Hendricks)
El municipio de Eel River (en inglés: Eel River Township) es un municipio ubicado en el condado de Hendricks en el estado estadounidense de Indiana. En el año 2010 tenía una población de 1662 habitantes y una densidad poblacional de 15,1 personas por km².

## Geografía
El municipio de Eel River se encuentra ubicado en las coordenadas 39°52′23″N 86°37′51″O / 39.87306, -86.63083. Según la Oficina del Censo de los Estados Unidos, el municipio tiene una superficie total de 110.05 km², de la cual 109,83 km² corresponden a tierra firme y (0,2 %) 0,22 km² es agua.

## Demografía
Según el censo de 2010, había 1662 personas residiendo en el municipio de Eel River. La densidad de población era de 15,1 hab./km². De los 1662 habitantes, el municipio de Eel River estaba compuesto por el 98,07 % blancos, el 0,18 % eran afroamericanos, el 0,42 % eran asiáticos, el 0,06 % eran de otras razas y el 1,26 % eran de una mezcla de razas. Del total de la población el 0,48 % eran hispanos o latinos de cualquier raza.